# Vankuverija
Vankuverija (lat. Vancouveria), rod listopadnih i vazdazelenih trajnica iz porodic Berberidaceae. Postoje tri priznate vrste raširenih po zapaddu Sjeverne Amerike, od Washingtona do Kalidornije.
Rod je opisan 1834., a ime je dobio po engleskom istraživaču Georgeu Vancouveru. Tipična je rilasta zvjezdica (Vancouveria hexandra), čiji je sinonim Epimedium hexandrum.

## Vrste
1. Vancouveria chrysantha Greene
2. Vancouveria hexandra C.Morren & Decne.
3. Vancouveria planipetala Calloni

## Vanjske poveznice
|  | Zajednički poslužitelj ima još gradiva o temi Vancouveria |
|  | Wikivrste imaju podatke o taksonu Vancouveria             |